# آلفونسو وازکوئز
آلفونسو وازکوئز (انگلیسی: Alfonso Vazquez؛ زادهٔ ۱۶ ژوئن ۲۰۰۲) بازیکن فوتبال اهل ایالات متحده آمریکا است.